# Jamolice
Obec Jamolice (německy Jamolitz) se nachází v okrese Znojmo v Jihomoravském kraji. Žije zde 453 obyvatel.
Sousedními obcemi sídla jsou Dobřínsko, Dolní Dubňany, Horní Dubňany, Moravský Krumlov, Biskoupky, Ivančice, Dukovany a Lhánice.

## Název
Výchozí podoba názvu Jamolici byl odvozen od osobního jména Jamol(a), což byla hlásková úprava německého jména Amol nebo Amal. Význam místního jména byl "Jamolovi lidé".

## Historie

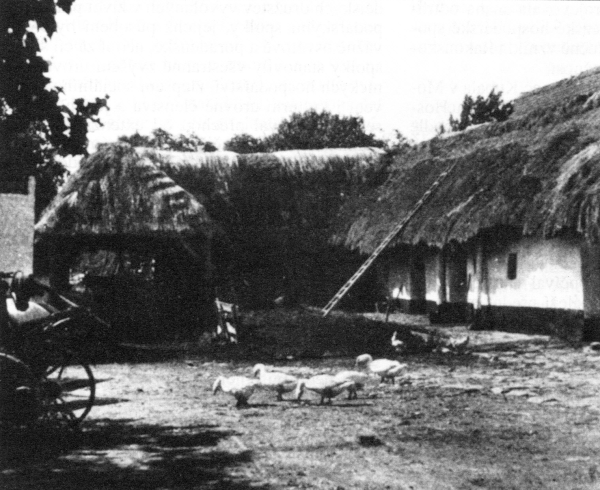
Jamolice – hospodářská část selského domu kolem roku 1900

První písemná zmínka o obci pochází z roku 1281. V 13. století zde byl postaven kostel, ke kterému byla v 15. století přistavěna zvonice a na počátku 17. století byla ke kostelu přistavěna sakristie. Roku 1818 byl kostel zrekonstruován. V roce 1886 zde místní učitel založil knihovnu.

## Vybavenost obce
V Jamolicích bývala základní škola (1.–5. ročník). V současnosti zde funguje pouze mateřská škola. Do základní školy místní školáci dojíždějí do Moravského Krumlova. Také jsou zde dvě hospody a jeden obchod s potravinami.

## Pamětihodnosti
- Templštejn, zřícenina hradu na sever od vsi nad břehem řeky Jihlavy
- Kostel Nanebevzetí Panny Marie